# Karol Stadnicki
Karol Andrzej Stadnicki herbu Szreniawa bez Krzyża (ur. 9 listopada 1885 w Radawcu, zm. 7 maja 1937) – polski ziemianin, ksiądz rzymskokatolicki, historyk i działacz społeczny.

## Życiorys
Po zmarłym w jego młodości ojcu odziedziczył m.in. posiadłość w Blotzheim.
Po ukończeniu studiów na Wydziale Filozoficznym katolickiego uniwersytetu we Fryburgu (Szwajcaria) w 1910 roku obronił doktorat. Sprzedawszy Blotzheim wrócił do Polski i w 1912 roku kupił majątek Staroźreby. 
W styczniu 1912 roku próbował wydawać miesięcznik „Ruch Chrześcijańsko-Społeczny”. Ukazało się 12 numerów pisma, które przestało być wydawane w grudniu 1912 roku.
Po wojnie polsko-bolszewickiej wstąpił do Seminarium Duchownego w Płocku. Święcenia kapłańskie otrzymał 19 kwietnia 1924 roku z rąk bp. Antoniego Nowowiejskiego. Był nauczycielem języka francuskiego w tymże seminarium, pełnił również funkcję kapelana więziennego i kapelana 108. Mazowieckiej Drużyny Harcerskiej przy płockim Liceum im. św. Stanisława Kostki. Od 1930 roku, ze względu na pogarszający się stan zdrowia, wrócił do swojego majątku i pomagał proboszczowi w Staroźrebach. 
Majątek ten zapisał Andrzejowi Karnkowskiemu, potomkowi dawnych właścicieli Staroźrebów.

## Życie rodzinne
Był prawnukiem senatora Tomasza Grabowskiego i wnukiem Juliusza Stadnickiego oraz synem Jana Napomucena Stadnickiego (1843–1902) i Józefy z domu Wołk-Łaniewskiej (1845–1911). Miał starszego brata, Józefa Jana (1879–1923). Na jego rozwój duży wpływ miał Adam Fredro-Boniecki, mąż jego ciotki Jadwigi.
Został pochowany w podziemiach kościoła parafialnego w Staroźrebach.

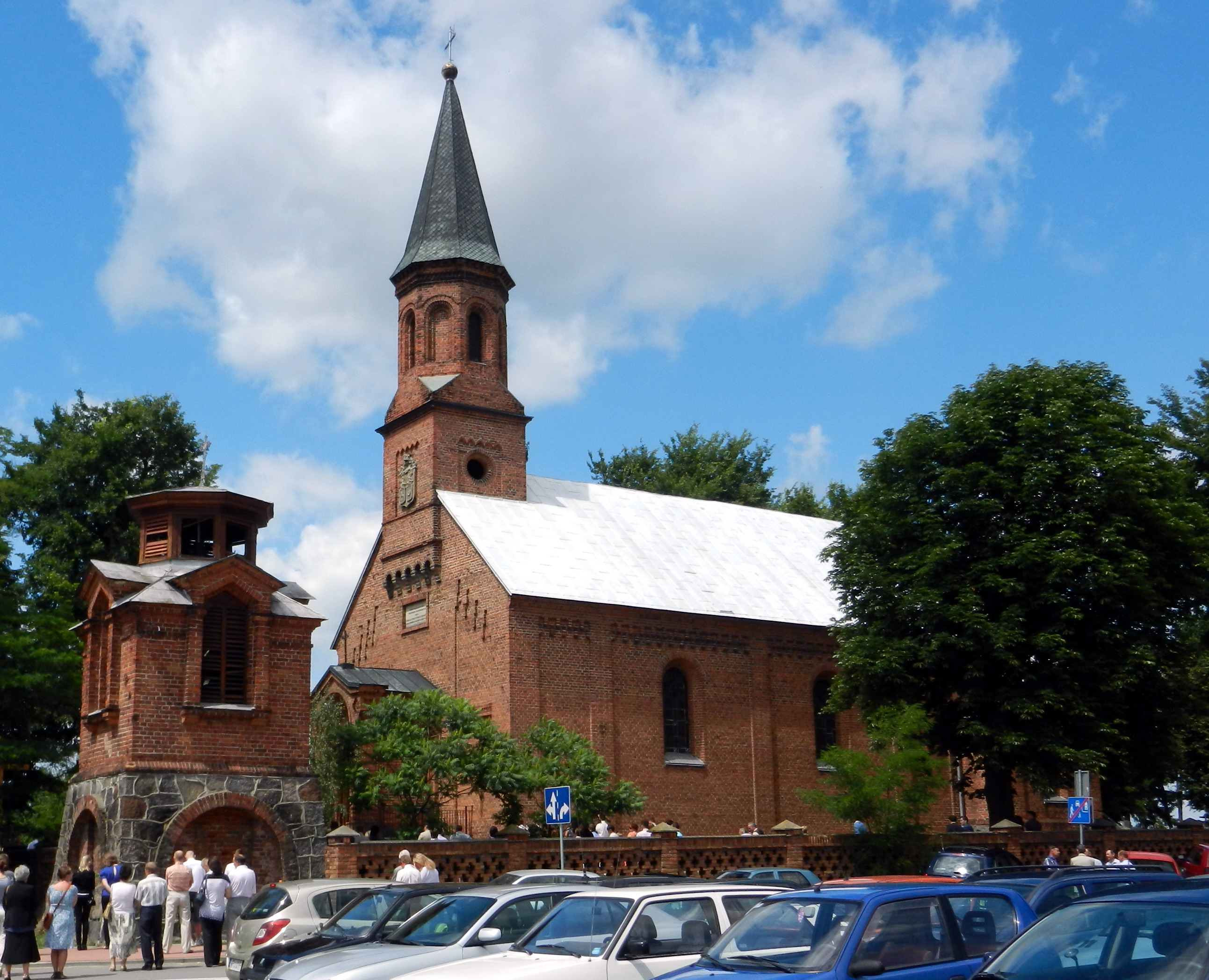
Kościół parafialny pw. Aniołów Stróżów w Staroźrebach, w którego podziemiach pochowany jest Karol Stadnicki